# Formula 1: Drive to Survive
Formula 1: Drive to Survive és una sèrie documental sorgida a partir de la col·laboració entre Netflix i el Campionat Mundial de Fórmula 1, estrenada a través de la plataforma de streaming (reproducció en línia) el 8 de març de 2019.
La primera temporada està composta per deu capítols, que documenten la temporada 2018 de Fórmula 1, des de l'inici a Austràlia fins a l'última carrera a Abu Dhabi, amb «accés exclusiu a pilots, directors d'equip, propietaris i a l'equip d'administració de Fórmula 1».
Va ser anunciada durant la celebració del Gran Premi d'Austràlia de 2018 i produïda per James Gay-Rees (qui al 2010 va estrenar el documental Senna), Paul Martin i Sophie Todd per a la productora Box to Box Films. Entre les quatre temporades publicades fins al moment, aquesta sèrie compta amb 40 capítols. La cinquena temporada de Drive To Survive s'estrenarà el 24 de febrer de 2023.

## Episodis

### Temporada 1
| N.º   | Títol                                        | Data de publicació |
| ----- | -------------------------------------------- | ------------------ |
| 1     | "All to Play For "Tot en joc"                | 8 de març de 2019  |
| 2     | "The King of Spain" "El rei d'Espanya"       | 8 de març de 2019  |
| 3     | "Redemption" "Redempció"                     | 8 de març de 2019  |
| 4     | "The Art of War" "L'art de la guerra"        | 8 de març de 2019  |
| 5     | "Trouble at the Top""Problemes de direcció"  | 8 de març de 2019  |
| 6     | "All or Nothing" "Tot o res"                 | 8 de març de 2019  |
| 7     | "Keeping Your Head" "Per a no perdre el cap" | 8 de març de 2019  |
| 8     | "The Next Generation" "La propera generació" | 8 de març de 2019  |
| 9     | "Stars and Stripes" "Barres i estrelles"     | 8 de març de 2019  |
| 10    | "Crossing the Line" "Bandera a quadres"      | 8 de març de 2019  |
| Font: |                                              |                    |

### Temporada 2
| N.º   | Títol                                          | Data de publicació   |
| ----- | ---------------------------------------------- | -------------------- |
| 1     | "Lights Out""La sortida"                       | 28 de febrer de 2020 |
| 2     | "Boiling Point""Al límit"                      | 28 de febrer de 2020 |
| 3     | "Dogfight""Baralla de gossos"                  | 28 de febrer de 2020 |
| 4     | "Dark Days""Dies foscos"                       | 28 de febrer de 2020 |
| 5     | "Great Expectations""Grans esperances"         | 28 de febrer de 2020 |
| 6     | "Raging Bulls""Toro salvatge"                  | 28 de febrer de 2020 |
| 7     | "Seeing Red""Veient vermell"                   | 28 de febrer de 2020 |
| 8     | "Musical Chairs""El joc de la cadira"          | 28 de febrer de 2020 |
| 9     | "Blood, Sweat & Tears""Sang, suor i llàgrimes" | 28 de febrer de 2020 |
| 10    | "Checkered Flag""Bandera a quadres"            | 28 de febrer de 2020 |
| Font: |                                                |                      |

### Temporada 3
| N.º   | Títol                                                     | Data de publicació |
| ----- | --------------------------------------------------------- | ------------------ |
| 1     | "Cash Is King""Els diners manen"                          | 19 de març de 2021 |
| 2     | "Back On Track""Reprenent la marxa"                       | 19 de març de 2021 |
| 3     | "Nobody's Fool""No sóc ximple"                            | 19 de març de 2021 |
| 4     | "We Need to Talk About Ferrari""Hem de parlar de Ferrari" | 19 de març de 2021 |
| 5     | "The End of the Affair""El final de l'aventura"           | 19 de març de 2021 |
| 6     | "The Comeback Kid""El noi ressorgeix"                     | 19 de març de 2021 |
| 7     | "Guenther's Choice""La decisió de Guenther"               | 19 de març de 2021 |
| 8     | "No Regrets""Sense remordiments"                          | 19 de març de 2021 |
| 9     | "Man On Fire""Home en flames"                             | 19 de març de 2021 |
| 10    | "Down to the Wire""Fins a l'últim moment"                 | 19 de març de 2021 |
| Font: |                                                           |                    |

### Temporada 4
| N.º   | Títol                                                    | Data de publicació |
| ----- | -------------------------------------------------------- | ------------------ |
| 1     | "Clash of the Titans" "Fúria de titans"                  | 11 de març de 2022 |
| 2     | "Ace in the Hole" "Un as sota la màniga"                 | 11 de març de 2022 |
| 3     | "Tipping Point" "Punt d'inflexió"                        | 11 de març de 2022 |
| 4     | "A Mountain to Climb" "A l'altura de les circumstàncies" | 11 de març de 2022 |
| 5     | "Staying Alive" "Seguir en carrera"                      | 11 de març de 2022 |
| 6     | "A Point to Prove" "Encara vigents"                      | 11 de març de 2022 |
| 7     | "Growing Pains" "Les dificultats del creixement"         | 11 de març de 2022 |
| 8     | "Dances With Wolff" "Balls amb en Wolff"                 | 11 de març de 2022 |
| 9     | "Gloves are Off" "Preparats, llestos..."                 | 11 de març de 2022 |
| 10    | "Hard Racing" "Una final molt difícil"                   | 11 de març de 2022 |
| Font: |                                                          |                    |

### Temporada 5
| N.º   | Títol                                                           | Data de publicació   |
| ----- | --------------------------------------------------------------- | -------------------- |
| 1     | "The New Dawn" "La nova era"                                    | 24 de febrer de 2023 |
| 2     | "Bounce Back" "Toto contra tot"                                 | 24 de febrer de 2023 |
| 3     | "Matter of Principal" "Asumpte del director"                    | 24 de febrer de 2023 |
| 4     | "Like Father, Like Son?" "¿Els testos s'assemblen a les olles?" | 24 de febrer de 2023 |
| 5     | "Pardon My French" "La disputa"                                 | 24 de febrer de 2023 |
| 6     | "Nice Guys Finish Last" "Els bons nois acaben últims"           | 24 de febrer de 2023 |
| 7     | "Hot Seat" "Posició difícil"                                    | 24 de febrer de 2023 |
| 8     | "Alpha Male" "Mascle Alfa"                                      | 24 de febrer de 2023 |
| 9     | "Over The Limit" "Per sobre del límit"                          | 24 de febrer de 2023 |
| 10    | "End of the Road" "El final del camí"                           | 24 de febrer de 2023 |
| Font: |                                                                 |                      |

### Temporada 6
| N.º   | Títol                                   | Data de publicació   |
| ----- | --------------------------------------- | -------------------- |
| 1     | "Money Talks" "Els diners manen"        | 23 de febrer de 2024 |
| 2     | "Fall from Grace" "Caigut en desgràcia" | 23 de febrer de 2024 |
| 3     | "Under Pressure" "Sota pressió"         | 23 de febrer de 2024 |
| 4     | "The Last Chapter" "L'últim capítol"    | 23 de febrer de 2024 |
| 5     | "Civil War" "Guerra civil"              | 23 de febrer de 2024 |
| 6     | "Leap of Faith" "Salt de fe"            | 23 de febrer de 2024 |
| 7     | "C’est la Vie" "Així és la vida"        | 23 de febrer de 2024 |
| 8     | "Forza Ferrari" "Força Ferrari"         | 23 de febrer de 2024 |
| 9     | "Three's a Crowd" "Tres són multitud"   | 23 de febrer de 2024 |
| 10    | "Red or Black" "Vermell o negre"        | 23 de febrer de 2024 |
| Font: |                                         |                      |